# Forstamt Westrich
Das Forstamt Westrich – bis 2004 Forstamt Pirmasens – ist ein Bauwerk und Forstamt in Pirmasens. Es steht unter Denkmalschutz. Der Zuständigkeitsbereich des Forstamtes erstreckt sich über die Städte Pirmasens, Rodalben und Zweibrücken sowie die Verbandsgemeinden Pirmasens-Land, Thaleischweiler-Wallhalben und Zweibrücken-Land.

## Lage
Das Gebäude befindet sich in der Ortsmitte des Pirmasenser Stadtteils Erlenbrunn innerhalb der Erlenbrunner Straße, die mit der Kreisstraße 4 identisch ist, und trägt die Hausnummer 177.
Beim Bauwerk handelt es sich um einen villenartigen, spätklassizistischen Walmdachbau aus dem späten 19. Jahrhundert. Zusammen mit seinem Nebengebäude und dem zugehörigen Garten samt straßenseitiger Einfriedung bildet es eine Gesamtanlage.

## Geschichte
Ursprünglich fungierte das Gebäude als „Außenforstamtmannstelle“ des Forstamtes Pirmasens-Süd. Später wurde das Forstamt Pirmasens, das durch Vereinigung seiner Vorgänger Pirmasens-Nord und Pirmasens-Süd entstanden war, in den Standort der vormaligen Außenstelle umgesiedelt. Die Behörde in ihrer gegenwärtigen Form entstand durch Zusammenlegung der Forstämter Pirmasens und Zweibrücken. Der neue Name wurde gewählt, um der Tatsache, dass sich der größte Teil des Zuständigkeitsbereichs seither innerhalb des Westrich befindet, Rechnung zu tragen.